# Plestiodon kuchinoshimensis
Espèce
Plestiodon kuchinoshimensis est une espèce de sauriens de la famille des Scincidae.

## Répartition
Cette espèce est endémique de l'île de Kuchino-shima dans les îles Tokara au Japon.

## Étymologie
Son nom d'espèce, composé de kuchinoshim et du suffixe latin -ensis, « qui vit dans, qui habite », lui a été donné en référence au lieu de sa découverte, l'île de Kuchino-shima.

## Publication originale
- Kurita & Hikida, 2014 : A New Species of Plestiodon (Squamata: Scincidae) from Kuchinoshima Island in the Tokara Group of the Northern Ryukyus, Japan. Zoological science, vol. 31, no 7, p. 464-474.